# درو باول
درو باول (بالإنجليزية: Drew Powell)‏ هو ممثل أمريكي، ولد في 19 يناير 1976 في الولايات المتحدة.

## أعمال

### أفلام
- (2006) البحرية
- (2007) 1408[1]
- (2011) ستراو دوغز
- (2017) جيوستورم[2]

### مسلسلات
- إن سي آي إس
- تشريح غراي
- غوثام[3]
- كاسل
- كولد كيس
- ملفوف
- هاواي فايف أو
- هاوس

## وصلات خارجية
- درو باول على موقع IMDb (الإنجليزية)
- درو باول على موقع ألو سيني (الفرنسية)
- درو باول على موقع أول موفي (الإنجليزية)
- درو باول على موقع قاعدة بيانات الأفلام السويدية (السويدية)
- درو باول على موقع قاعدة بيانات الفيلم (الإنجليزية)
- درو باول على موقع كينوبويسك (الروسية)